# Porte des allées du parc (Dijon)
La porte des allées du Parc est un monument de Dijon datant du XVIIe siècle, érigé place du Président-Wilson.

## Histoire
Édifiés en 1672 par l’architecte Jean Clamonet et le sculpteur Jean Dubois, les pylônes monumentaux constituent la porte d’entrée des allées du Parc, ouvrant sur 1 500 mètres de promenade. Ces allées portaient avant la Révolution le nom de Cours la Reine. Il y a souvent confusion entre ces piliers et la porte Saint-Pierre qui marque l’entrée de la ville ancienne, de l’autre côté de la place du Président-Wilson, et dont il ne reste qu’un pilier à l’angle de la rue Chabot-Charny et de la rue de Tivoli.
En 2011 et 2012, les deux pylônes ont été restaurés. Les travaux de celui de l'est, commencés en juin 2011, et ayant duré cinq mois, ont coûté 120 000 €. Ceux du pilastre ouest ont débuté le 13 février 2012, ont eu la même durée et ont coûté 150 000 €. Les pilastres rénovés ont été inaugurés le 8 février 2013.

## Description
Les deux pilastres sont décorés d'un bossage en table ; ils sont surmontés d'un chapiteau, sur lequel un socle supporte un vase à guirlandes sculpté par Jean Dubois. Chaque pilastre est épaulé par un contrefort. Dans ces pilastres était fixée initialement une grille à deux vantaux, aujourd'hui disparue.

## Protection
La porte d'entrée des allées du Parc est classée monument historique depuis 10 novembre 1925.